# Кокэси

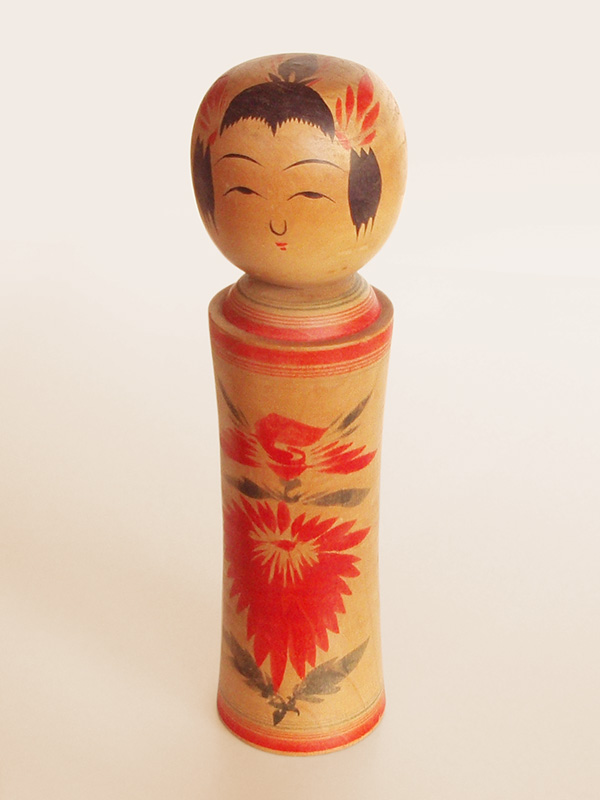
Кокэси

Кокэси (яп. 小芥子, варианты: кокейси или кокеши) — японская деревянная кукла, покрытая росписью.

## Описание и происхождение
Состоит из цилиндрического туловища и прикреплённой к нему головы, выточенных на токарном станке.
Реже игрушку изготавливают из цельного куска дерева. Характерной особенностью кокэси является отсутствие у куклы рук и ног.
В качестве материала используется древесина различных сортов деревьев — вишни, кизила, клёна или берёзы. В раскраске кокэси преобладают цветочные, растительные и другие традиционные мотивы. Кокэси обычно раскрашивают с использованием красного, чёрного, жёлтого и багряного цветов.
Считается, что первые куклы кокэси изготавливались в Тохоку — северо-восточном регионе Японии в середине периода Эдо для продажи посетителям лечебных горячих источников.
Выделяют две основные школы дизайна кокэси — традиционную (яп. 伝統 дэнто:) и авторскую (яп. 新型 сингата, досл. «новая форма»).
Форма традиционных кокэси более простая, особенностями являются узкое туловище и круглая головка. У традиционных кокэси выделяют 11 типов форм. У популярной «наруко кокэси» головка может поворачиваться, при этом кукла издаёт звук, напоминающий плач, поэтому такой тип кокэси также называют «плачущей куклой». Традиционные кокэси всегда изображают только девочек. Каждая кукла раскрашивается вручную и на нижней части имеет подпись мастера.
Дизайн авторских кокэси более разнообразен, формы, размеры, пропорции и цвета могут быть практически любыми.

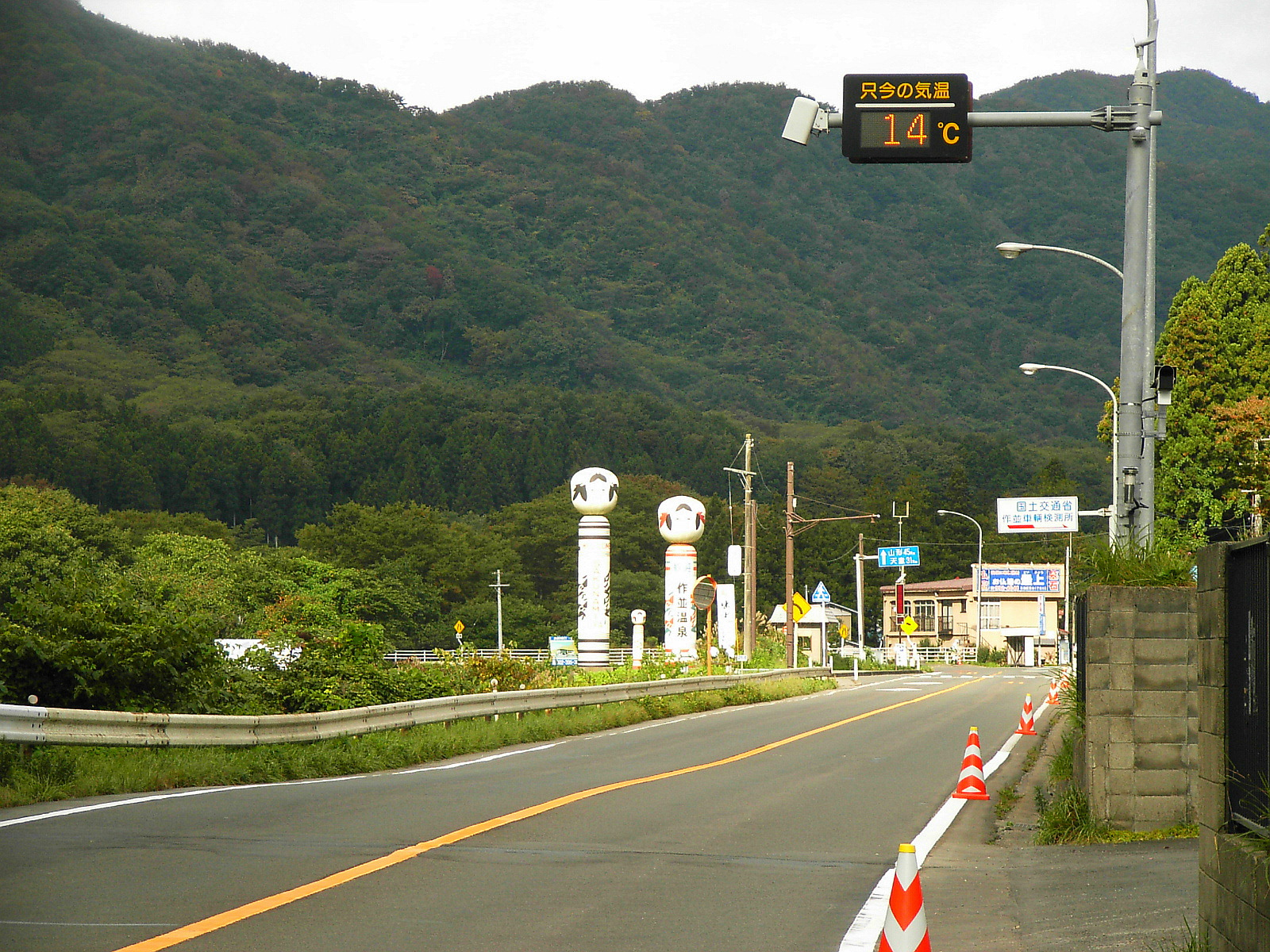
Статуи в виде кокэси вдоль шоссе, Сэндай (Япония)

Начиная с 1945 года в Японии производство кокэси стало массовым. В наши дни кокэси является популярной сувенирной продукцией.
По одной из версий именно кокэси стала прототипом русской матрёшки.